# Zdzieszewo
Zdzieszewo [zd͡ʑɛˈʂɛvɔ] est une colonie du district administratif de la gmina de Polanów, dans le comté de Koszalin, dans la voïvodie de Poméranie-Occidentale, dans le nord-ouest de la Pologne.

## Géographie
Zdzieszewo se trouve à environ 2 kilomètres (1 mi) au sud-ouest de Polanów, 35 km (22 mi) à l'est de Koszalin, et 158 km (98 mi) au nord-est de la capitale régionale Szczecin.

## Histoire
Avant 1945, la région faisait partie de l'Allemagne.